# نهائي كأس روسيا 2025
نهائي كأس روسيا 2025 (ويُعرف رسميًا باسم "السوبر نهائي" وفقًا لنظام البطولة) هو النسخة الثالثة والثلاثون من نهائي كأس روسيا لموسم 2024–25. أُقيمت المباراة على ملعب لوجنيكي في موسكو، روسيا، بتاريخ 1 يونيو 2025، وجمعت بين روستوف سيسكا موسكو.
انتهى الوقت الأصلي بالتعادل السلبي 0–0، قبل أن يحسم سيسكا موسكو اللقب بفوزه 4–3 بركلات الترجيح. وبهذا التتويج، ضمن الفريق مشاركته في كأس السوبر الروسي 2025 لمواجهة كراسنودار، بطل الدوري الروسي الممتاز 2024–25.

## تاريخ المشاركة في البطولات
حقق نادي سيسكا موسكو لقب كأس الاتحاد السوفيتي خمس مرات، في أعوام: 1945، 1948، 1951، 1955، و1990–91. كما تُوّج بلقب كأس روسيا ثماني مرات، في مواسم: 2001–02، 2004–05، 2005–06، 2007–08، 2008–09، 2010–11، 2012–13، و2022–23.
أما نادي روستوف، فقد فاز بلقب كأس روسيا مرة واحدة فقط، وذلك في موسم 2013–14.

## الطريق إلى النهائي
أنهى نادي روستوف دور المجموعات في المركز الثاني ضمن المجموعة «ب». بعد ذلك، أطاح بـسبارتاك موسكو في ربع نهائي مسار الدوري الروسي الممتاز، قبل أن يخسر أمام زينيت سانت بطرسبرغ في نصف النهائي ضمن المسار ذاته. ووفقًا لنظام الإقصاء المزدوج المُعتمد في البطولة، انتقل روستوف إلى مسار المناطق، حيث تغلّب على لوكوموتيف موسكو، ثم واجه سبارتاك موسكو مجددًا وأقصاه للمرة الثانية، ليبلغ المباراة النهائية.
أما نادي سسكا موسكو، فقد تصدّر المجموعة «ج» في دور المجموعات، أطاح لاحقًا بكل من روبين كازان، دينامو موسكو، وزينيت سانت بطرسبرغ (الأخير عبر ركلات الترجيح)، ليبلغ النهائي.

## معرض الصور

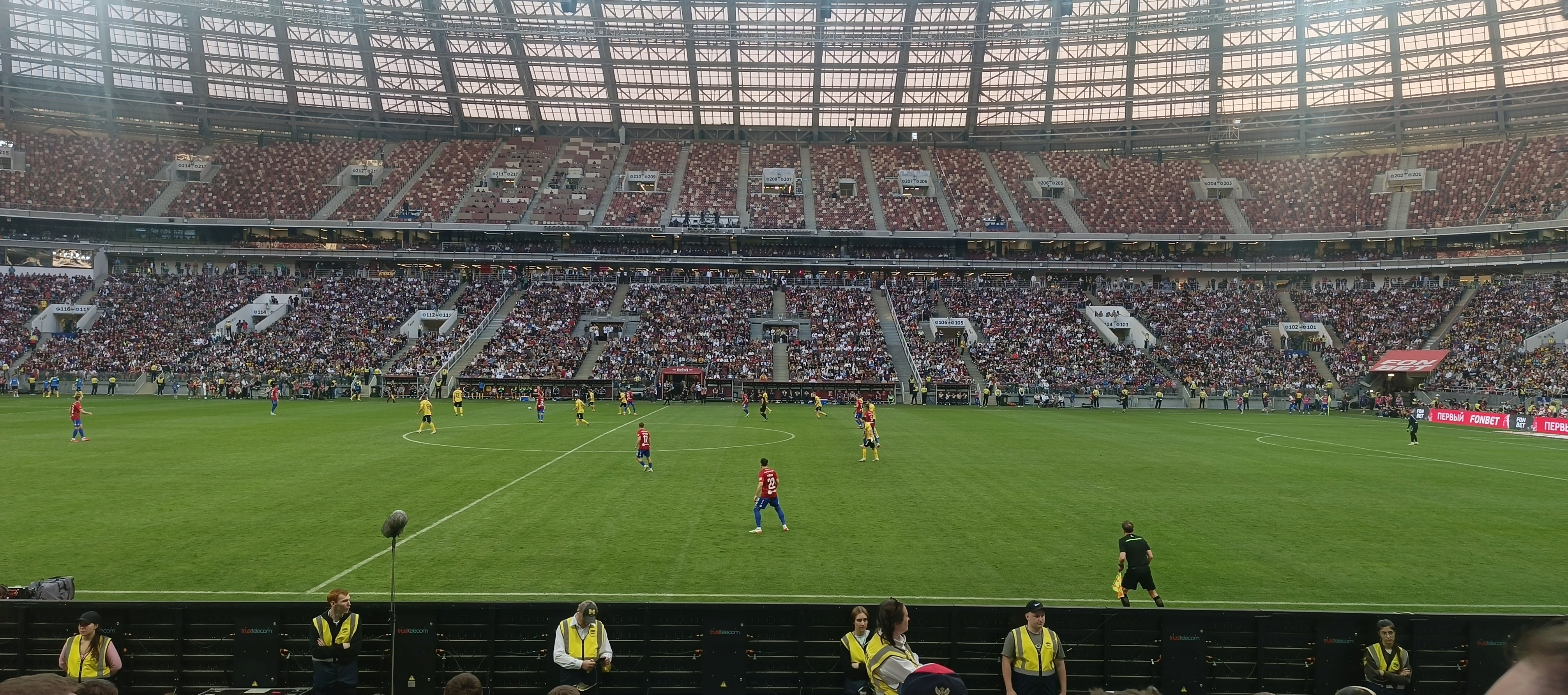
أحد مشاهد المباراة
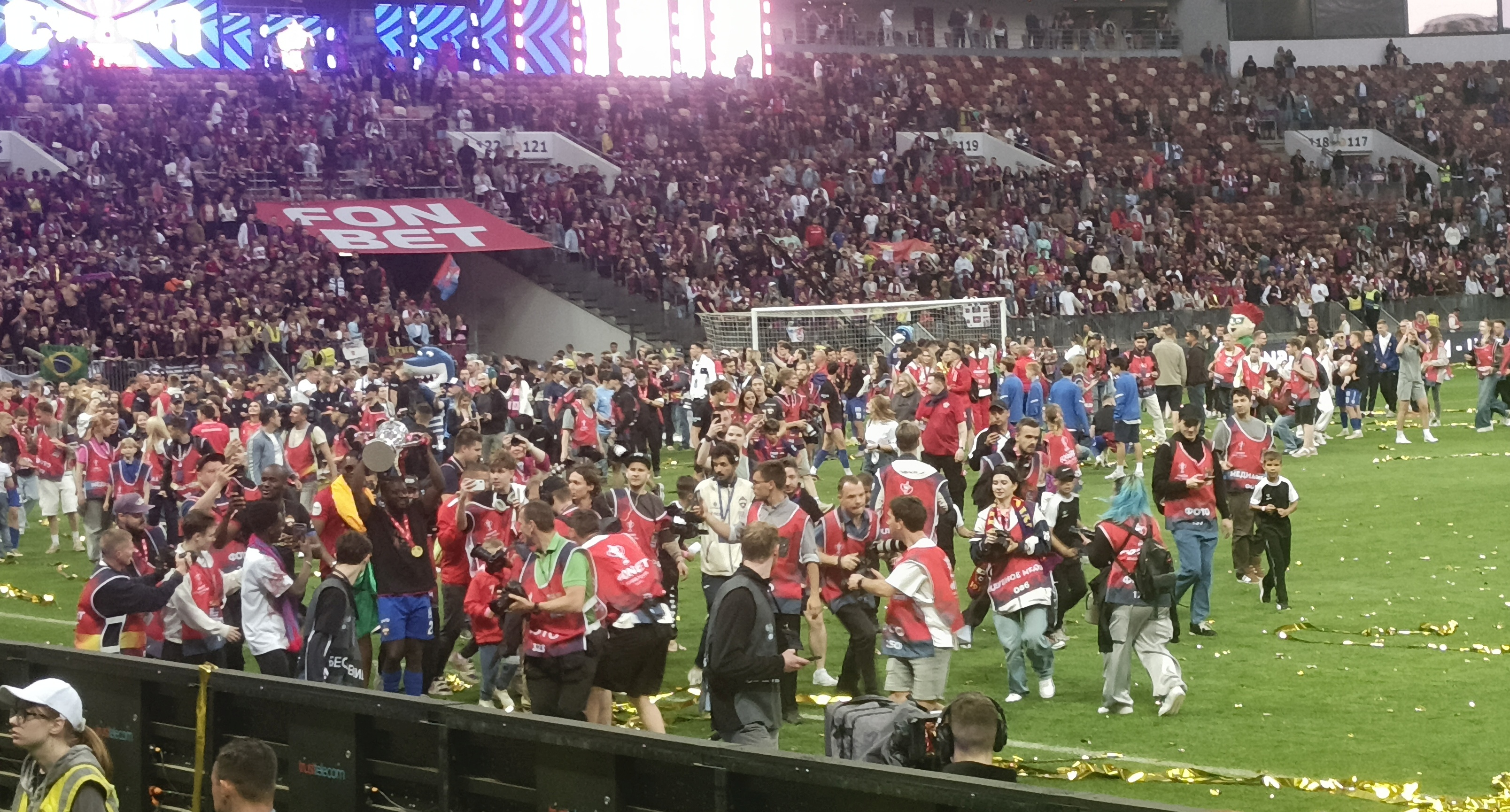
سيكو كويتا يحمل كأس روسيا بينما يحتفل فريق سسكا موسكو بالفوز
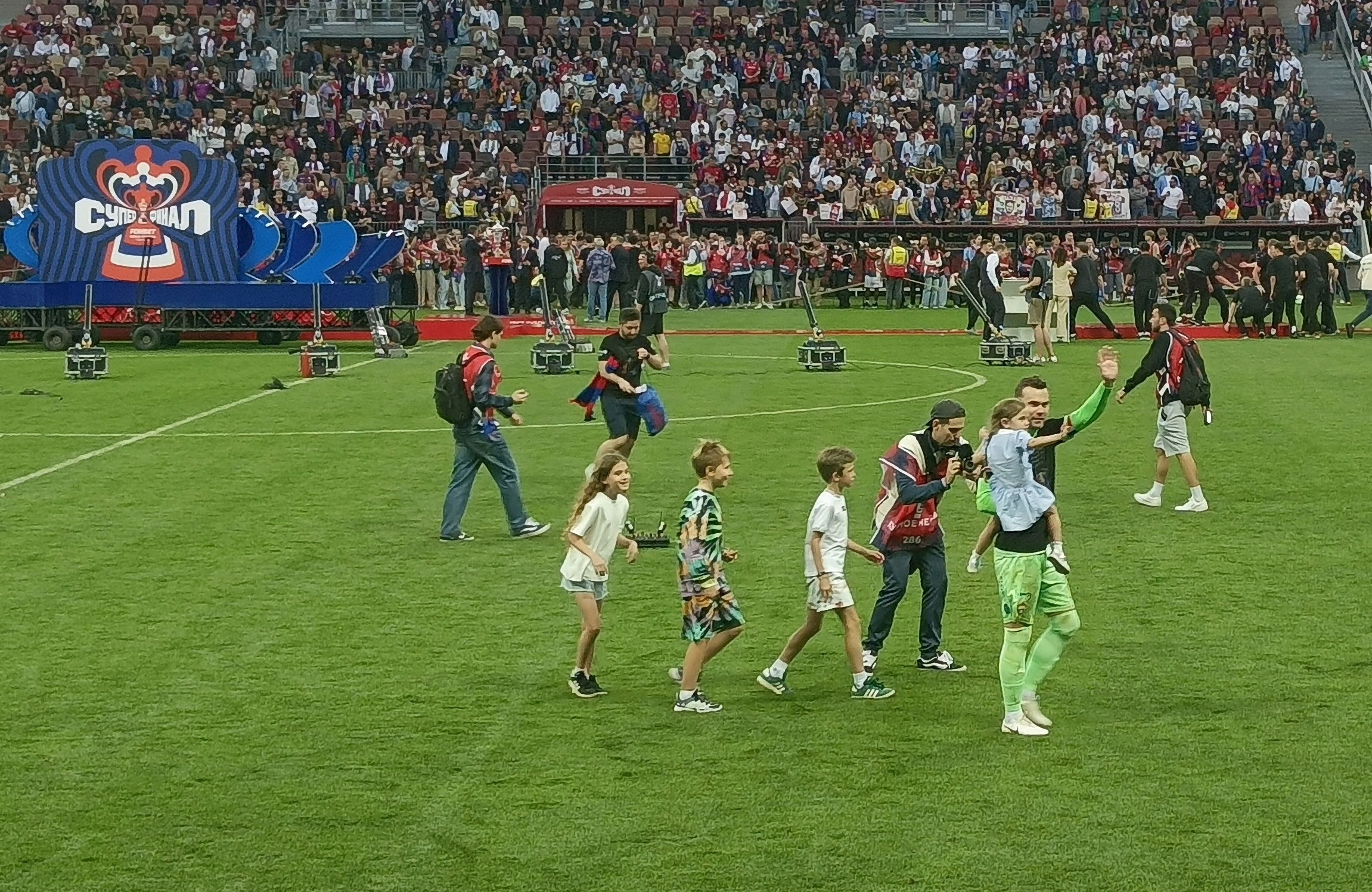
إيغور أكينفييف يحتفل مع أطفاله بمناسبة إقامة المباراة في يوم الطفل العالمي

## المباراة

### التفاصيل
جرى تحديد الفريق المضيف رسميًا عبر قرعة أُجريت في 15 مايو 2025. وقد أُتيح للنادي المضيف اختيار غرفة تبديل الملابس، ومقاعد البدلاء، ولون الزي، ومواعيد الإحماء والمؤتمر الصحفي ما قبل المباراة.